# Lukas von Zwickle
Lukas von Zwickle (* 3. Februar 1803 in Feldkirch; † 10. Juni 1856 ebenda) war ein österreichischer Politiker und Jurist. Von Zwickle war in den Jahren 1848/49 Mitglied des österreichischen Reichstags und wurde auch in die Frankfurter Nationalversammlung gewählt, was er aber ablehnte.

## Leben und Wirken
Lukas von Zwickle wurde am 3. Februar 1803 als Sohn des Feldkircher Apothekers Lukas von Zwickle und dessen Frau Eva (geb. Gantner) in Feldkirch in Vorarlberg geboren. Von 1817 bis 1821 besuchte er das Gymnasium Feldkirch und wurde anschließend Jurist. Er war zunächst ab 1828 Kriminalpraktikant am Landgericht Feldkirch und wurde 1846 Adjunkt I. Klasse am Landgericht Sonnenberg. Von 1850 bis zu seinem Tod im Jahr 1856 war er schließlich Leiter der neuerrichteten Staatsanwaltschaft in Feldkirch.
Er wurde in den Reichstag und die Frankfurter Nationalversammlung gewählt, ohne sich jemals um diese Ämter beworben zu haben. Die Wahl in die Frankfurter Nationalversammlung lehnte Lukas von Zwickle in der Folge gänzlich ab, im Reichstag war seine politische Aktivität nur sehr bescheiden. Dennoch wurde er zu einem der sechs Schriftführer des Reichstags gewählt. Er stimmte grundsätzlich in einer reaktionären Linie mit seinem Vorarlberger Kollegen Johann Kaspar Ratz und den Tiroler Abgeordneten, außer bei der Frage der Trennung Vorarlbergs von Tirol, wofür er sich wie auch Ratz aussprach. Dennoch wurde sein mangelndes politisches Engagement für die Interessen Vorarlbergs insgesamt für seine Wähler zu einer herben Enttäuschung.
Lukas von Zwickle wurde mit dem Goldenen Zivil-Verdienstkreuz mit der Krone ausgezeichnet.